# Ariotus quercicola
Ariotus quercicola är en skalbaggsart som först beskrevs av Schwarz 1878.  Ariotus quercicola ingår i släktet Ariotus och familjen ögonbaggar. Inga underarter finns listade i Catalogue of Life.